# Amblyochara
Amblyochara, rod fosilnih slatkovodnih parožina iz porodice Feistiellaceae dio reda Charales. Postoji 6 priznatih vrsta ..

## Vrste
1. Amblyochara begudiana Grambast
2. Amblyochara brevis G.D.Yang
3. Amblyochara concava N.Grambast
4. Amblyochara producta G.D.Yang
5. Amblyochara rotunda Nikolskaya
6. Amblyochara sunanensis Zhen Wang, P.X.Yuan & Z.Z.Zhao